# برکی (افغانستان)
برکی (به لاتین: Baraki) یک منطقهٔ مسکونی در افغانستان است که در ولایت بامیان واقع شده‌است.